# 賈伯奴
贾伯奴（？—475年），南北朝北魏洛州人。
北魏孝文帝拓跋宏延兴五年（475年）九月癸卯，贾伯奴和豫州人田智度聚党一千余人，贾伯奴自称恆农王，田智度自称上洛王，乘夜攻打洛州。郑羲与北豫州刺史尉拨、洛州刺史丘顿将他们击败，在缑氏斩贾伯奴，执送田智度到京师平城。